# Wenzeslaus Brack

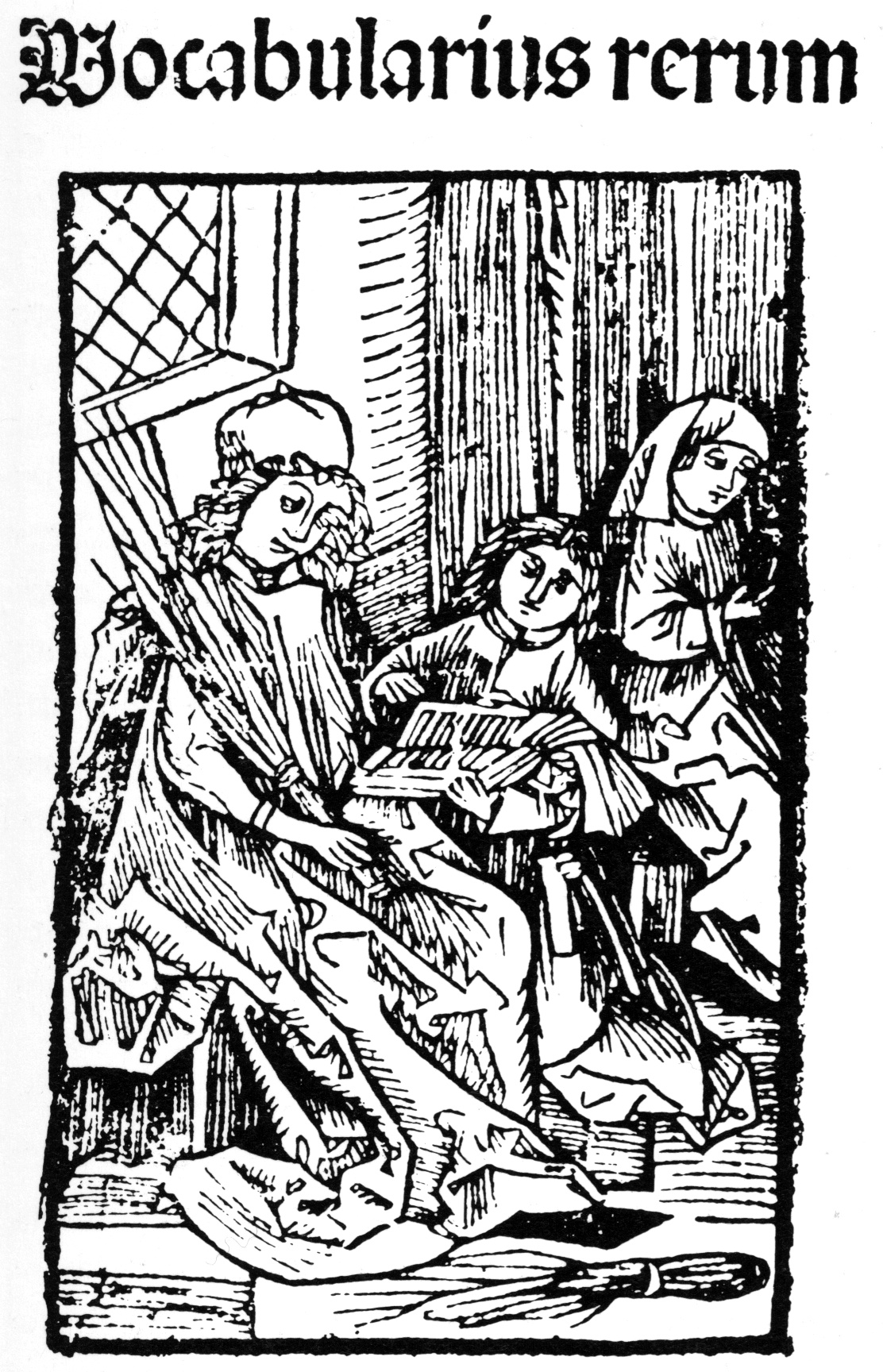
Titelholzschnitt des Vocabularius rerum, 1487

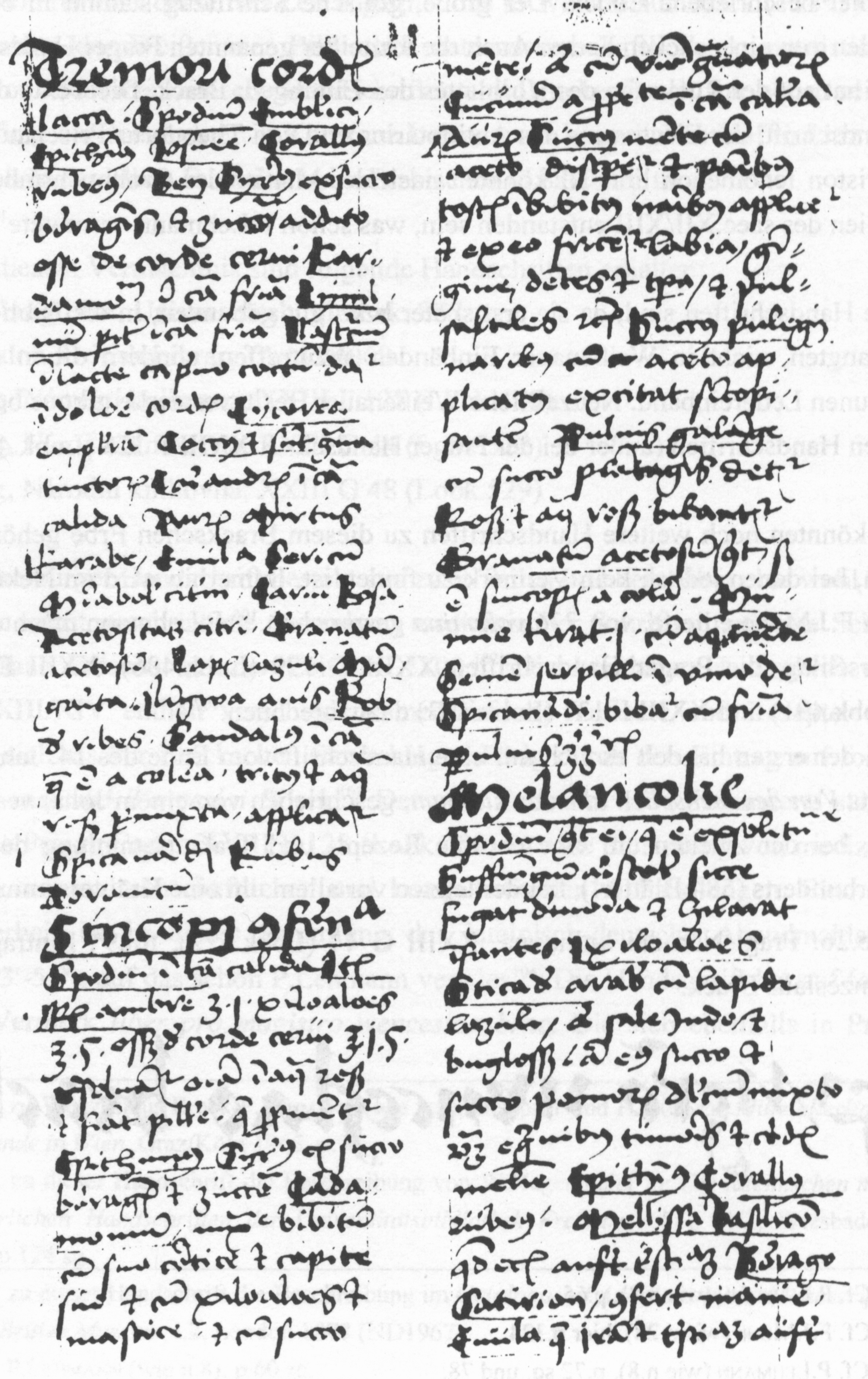
Eigenhändige Handschrift des Wenzeslaus Brack, Universitätsbibliothek Freiburg Ms. 387, fol. 14v

Wenzeslaus Brack, auch Prack (* in Meißen; † 31. Oktober 1495 in Salzburg) war ein Frühhumanist und Arzt.

## Leben
Wenzeslaus Brack, der aus Meißen an der Elbe stammte, studierte ab 1468 an der Universität Leipzig und ab 1469 an der Universität Basel, wo er 1470 seinen Baccalaureus machte. 1477 erhielt er einen Abschluss als Magister artium.
Um 1480 wurde er an die Konstanzer Domschule berufen, die zu diesem Zeitpunkt nur noch eine einfache Lateinschule zur Vorbereitung auf ein Universitätsstudium war. 1486 erhielt er in Konstanz das Bürgerrecht. Der Gelehrte leitete die Schule einige Jahre, bis er ein Medizinstudium antrat.
Als Doktor der Medizin stieg er 1492 zum Leibarzt von Kaiser Friedrich III. auf. Später wurde er Leibarzt des Erzbischofs von Salzburg Leonhard von Keutschach. In Salzburg starb er auch; seine Witwe kehrte nach Konstanz zurück.
Seine Bibliothek von 270 Bänden stiftete die Witwe dem Kloster Weißenau. Darunter befanden sich Handschriften vom 12. bis zum 15. Jh. sowie Inkunabeln.

## Werk
Als Bracks bedeutendste Schrift gilt sein lateinisch-deutsches Sachwörterbuch Vocabularius rerum, das er 1483 bei der Druckerei Kolliker in Basel drucken ließ. Es umfasst einen Wortschatz von etwa 3500 Wörtern und erlebte innerhalb weniger Jahre 12 Auflagen. Das Buch, das zum Erlernen des Lateinischen gedacht war, ist heute eine wichtige Quelle für den deutschsprachigen Wortschatz des Spätmittelalters.
1486 erschien seine Grammatica: literalis scientia interpretata, eine lateinische Grammatik, gedruckt in Memmingen.

## Schriften
- Vocabularius rerum, [Straßburg] : [Johann Grüninger], [um 1485/87] (Digitalisat)
- Vocabularius rerum, Exemplar der Bayerischen Staatsbibliothek